# Santino Bussi
Santino Bussi, o Busi (Bissone, 28 agosto 1663 – Vienna, 21 febbraio 1737), è stato uno stuccatore svizzero naturalizzato austriaco.

## Biografia

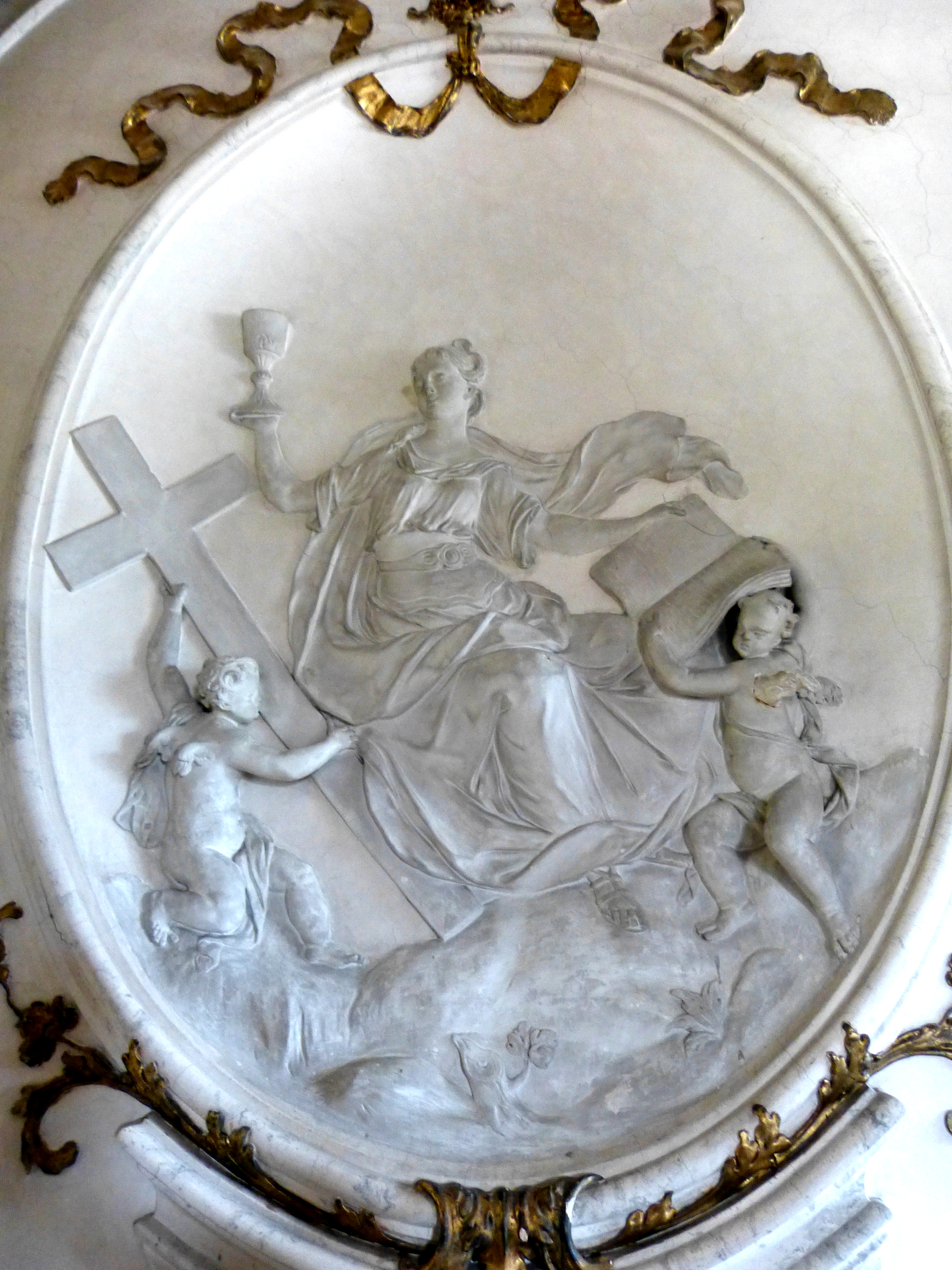
Allegoria della fede (1720)

Santino Bussi fu uno stuccatore ticinese, figlio di Giovanni Francesco e di Anna Maria Pusterla, una nota famiglia di artisti.
Santino Bussiche si formò a Milano, anche se non sono sopravvissute sue opere.
Successivamente si trasferì in Austria, dove lavorò per Eugenio di Savoia, entrò a far parte della corporazione presentando un'opera di saggio 
il 27 settembre 1694; quattro anni dopo ottenne la cittadinanza viennese e infine, nel 1714, ricevette l'incarico di stuccatore di corte.
Tra i suoi clienti austriaci si possono annoverare la corte imperiale, i nobili della corte viennese, l'alto clero e i ricchi monasteri.
Poi si trasferì in Germania e in Boemia, realizzando costruzioni progettate da architetti italiani e collaborando con altri stuccatori di origine ticinese, come i Castelli e Giovanni Simonetti.
Dalla moglie Rosina Visetti, molto più giovane di lui, ebbe sette figli, tra cui cinque maschi. La figlia maggiore, Eleonora Ursula, sposò nel 1724 il costruttore di teatri Antonio Galli da Bibbiena.
I suoi lavori più importanti furono, a partire dal 1695 fino al 1704, nel palazzo Liechtenstein di Vienna, apprezzati per gli interni e per il sontuoso scalone di tre piani, con figure e rilievi molto pregevoli; nel palazzo di città del principe Eugenio a Vienna (1698), celebri per i rilievi sulle pareti e sulle volte e per lo scalone sostenuto da atlanti; nella chiesa del monastero di Santa Dorotea a Vienna (1702-1705); nel castello di Mirabell di Salisburgo (1713); nel castello Schwarzenberg a Hirschstetten (1719); nel castello del Belvedere a Vienna (1722-1723), con pregevoli ornamenti e rilievi in candido stucco, ispirati alle incisioni del decoratore francese Jean Berain; nella chiesa abbaziale (1723-1724) a Dümstein; nella abbazia a Melk (1724), con medaglioni in stucco dorato raffiguranti scene del Nuovo Testamento; nel convento di San Floriano ad Enns; nel castello di Ansbach in Baviera; nella cappella principesca del duomo di Breslavia (1723); nella chiesa di Klosterneuburg in Austria (1729), che rappresentò una delle sue ultime opere conosciute, ultimata dal fratello Antonio Gaetano;dopo il 1730, nella chiesa di San Pietro a Vienna.
Tra le attribuzioni si possono menzionare le decorazioni al castello di Slavkov ad Austerlitz (1701-1705); al castello di Kolodĕje, presso Praga (1710-1711); al palazzo Clam-Gallas a Praga (1715-1719).
Il suo stile si caratterizzò per le decorazioni sobrie, in tendenza con un moderato rococò, con il tipico motivo a nastri e a racemi.

## Opere
- Palazzo Liechtenstein a Vienna (1695-1704);
- Palazzo di città del principe Eugenio a Vienna (1698);
- Chiesa del monastero di Santa Dorotea a Vienna (1702-1705);
- Castello di Mirabell a Salisburgo (1713);
- Castello Schwarzenberg a Hirschstetten (1719);
- Castello del Belvedere a Vienna (1722-1723);
- Chiesa abbaziale (1723-1724) a Dümstein;
- Cappella principesca del duomo di Breslavia (1723);
- Abbazia a Melk (1724);
- Convento di San Floriano ad Enns;
- Castello di Ansbach in Baviera;
- Chiesa di Klosterneuburg in Austria (1729);
- Chiesa di San Pietro a Vienna (dopo il 1730).